# Beretta 950 Jetfire
Beretta 950 Jetfire — самозарядный пистолет с УСМ одинарного действия, производимый компанией Beretta с 1952 года. Конструкция основана на ранних моделях карманных пистолетов Беретта, предназначенных для скрытого ношения и самообороны. Также является прототипом газового пистолета Valtro Model Mini

## Характеристики
Beretta 950 Jetfire — пистолет с УСМ одинарного действия (без самовзвода) и свободным затвором. Рамка пистолета изготовлена из алюминиевого сплава, ствол и затвор — стальные. Как и во многих других малых пистолетах Беретта, используется механизм «тип-ап» (tip-up), позволяющий откинуть ствол вверх и поместить патрон в патронник без взвода затвора.
Ранние модели (950B произведённые до 1968 года) не имеют предохранителя, но имеют механизм полу-взвода. В более поздних моделях (950BS произведенных после 1968 года) имеется предохранитель.

## Предназначение
Beretta 950 Jetfire — малогабаритный пистолет, предназначенный для скрытого ношения. Это «оружие последней линии обороны» для агентов работающих под прикрытием, или запасное оружие офицеров полиции.

## Преимущества
Небольшие размеры. Невысокая цена и простое обслуживание. УСМ одинарного действия обеспечивает лёгкий спуск, что немаловажно для быстрой прицельной стрельбы. Механизм тип-ап удобен для проверки наличия патрона в патроннике или для заряжания без взведения затвора. Достаточно большая ёмкость для компактного оружия (8 патронов в магазине + 1 в стволе)

## Ограничения
Недостаточное останавливающее действие пули калибра .25 ACP. Даже патроны калибра .22 имеют бо́льшую дульную энергию. Точная стрельба возможна только на малых дистанциях. Небольшая рукоятка допускает травмирование руки стрелка откатывающимся затвором. Экстрактор отсутствует, выброс гильзы осуществляется только давлением свободного затвора, из-за чего в случае осечки извлечение бракованного патрона возможно только вручную, откинув ствол вверх при помощи механизма тип-ап.

## Технические характеристики
- Тип: Beretta 950 Jetfire
- Спусковой механизм: одинарного действия
- Патрон: .25 ACP
- Ёмкость магазина: 8 патронов, 9-й в стволе
- Материал рамки: Алюминиевый сплав
- Материал ствола и затвора: Сталь
- Материал рукоятки: Пластик
- Длина ствола: 60 мм
- Длина: 120 мм
- Высота: 87 мм
- Ширина: 23 мм
- Масса: 280 г
- Предохранитель: нет, или рычаг на левой стороне
- Производится: с 1952 — до настоящего времени.
- Производители: Beretta Italy, Beretta USA, Beretta do Brasil (1970-е)